# حزب مردم تالش در آذربایجان
حزب مردم تالش یک حزب سیاسی از مردم تالش است که در سال ۱۹۹۱ در آذربایجان تأسیس شد.

## ایجاد
حزب مردم تالش بر اساس حزب احیای ملی تالش که در سال ۱۹۸۹ تأسیس شد، ایجاد شد. هدف حزب احیای ملی تالش حمایت از حقوق تالش‌ها به عنوان یک ملیت و در دراز مدت مبارزه برای ایجاد جمهوری خودمختار تالش به رسمیت شناخته شده در قانون اساسی بود. توجیه تاریخی این الزام وجود خانات تالش با پایتخت آن در لنکران از سال ۱۷۳۶ تا الحاق آن به امپراتوری روسیه پس از جنگ با ایران بود.
در پاییز  ۱۹۹۱  حزب احیای ملی تالش به حزب مردم تالش سازماندهی شد و کنگره مؤسس آن در تیرماه ۱۹۹۲ برگزار شد. گیلال ممدوف، دانشمند فرهنگستان علوم آذربایجان که در این کنگره سخنرانی می‌کرد، به عنوان رئیس این حزب انتخاب شد. رهبران حزب تأکید کردند که از تمامیت ارضی آذربایجان حمایت می‌کنند و توسعه آینده مردم تالش را تنها در چارچوب دولت آذربایجان می‌دانند.
از آنجایی که ارگان‌های رسمی آذربایجان از ثبت این حزب با نام حزب مردم تالش خودداری کردند، این حزب به حزب برابری خلق‌های آذربایجان تغییر نام داد. پشتوانه اصلی آن قشر روشنفکر و دانشجو بود. تا اواسط سال ۱۹۹۳، این حزب پنج هزار عضو داشت. دومین کنگره (فوق‌العاده) در سال ۱۹۹۳ در لنکران برگزار شد.

## دیدگاه‌ها و اهداف حزب[۴]
- حمایت از حقوق و آزادی‌های سیاسی، اقتصادی، اجتماعی و فرهنگی برابر همه مردمان ساکن در جمهوری - ترک‌ها، تالش‌ها، لزگین‌ها، کردها، تاتارها، روس‌ها، بدون تعصب نسبت به هیچ‌یک از آنها.
- وظیفه حفاظت از منافع همه مردم و تمامیت ارضی جمهوری، تقویت بیشتر دوستی و روابط دوستانه و به این منظور، از بین بردن عللی که می‌تواند منجر به رویارویی بین مردم در جمهوری شود.
- حمایت از افکار: ۱. آذربایجانی (وطن‌پرستی)، ۲. برابری قومی. ۳. دموکراسی‌ها. انجام یک مبارزه سازش‌ناپذیر علیه استانداردهای دوگانه برای اقوام مختلف، علیه انحصار قومی، برتری قومی و تشدید خصومت بین قومی.
- وظایف اصلی حزب شامل احیای فرایند ایجاد حس هویت ملی است. پیشرفت سیاسی، اقتصادی، اجتماعی و فرهنگی مردم جمهوری؛ و حفظ، مطالعه و توسعه سنت‌ها، فولکلور، تاریخ و زبان مادری آنها.
- حزب مردم تالش یک حزب از نوع پارلمانی است. فعالیت‌های آن بر اساس قوانین بین‌المللی، اصل تعیین سرنوشت مردم، قوانین فعلی جمهوری و قوانین و برنامه خود انجام می‌شود. او با ابزارهای پارلمانی دموکراتیک برای قدرت سیاسی و برای مشارکت برابر همه مردم جمهوری در مجلس قانونگذاری آذربایجان مبارزه می‌کند.
- این حزب در فعالیت‌های خود بر اساس قانون اساسی جمهوری آذربایجان و اعلامیه جهانی حقوق بشر سازمان ملل متحد هدایت می‌شود.

## تحریم حزب تالش
در ژوئن ۱۹۹۳، جمهوری خودگردان تالش-مغان به ریاست علی‌اکرم همت‌زاده در قلمرو هفت ناحیه در جنوب کشور (منطقه‌های آستارا، لنکران، لریک، یاردیملی، ماسالی، جلیل‌آباد، بیلاسوور) تشکیل شد. در ۲۴ اوت ۱۹۹۳، رهبری آذربایجان نیروهای بیشتری را به مناطق تالش منتقل کرد، رهبران جمهوری خودگردان تالش-مغان بازداشت شدند و حزب مردم تالش (حزب برابری خلق‌های آذربایجان) منحل شد[۶]. اگرچه هیچ ارتباط آشکاری بین قیام و حزب مردم تالش وجود نداشت، اما در اکتبر ۱۹۹۳ غیرقانونی اعلام شد.
در لنکران، تظاهرات در حمایت از علی‌اکرم همت‌زاده و حامیانش آغاز شد، اعتصاب‌هایی با این مطالبه برگزار شد: آزادی علی‌اکرم همت‌زاده، شاعر تالشی علی نصیر و همه کسانی که در ارتباط با حوادث آن زمان دستگیر شده بودند. برای توقف آزار و اذیت حزب مردم تالش که در آن زمان پنج هزار عضو داشت، مردم محلی نیز خواستار تعلیق بسیج نظامی در مناطق تالش شدند.
ادامه ایده‌های حزب ایجاد جنبش ملی تالش در هلند بود، جایی که بخشی از رهبری تالشی جمهوری خودگردان تالش-مغان  در تبعید زندگی می‌کند. به ویژه جنبش ملی تالش از ایجاد استان تالشی با حاکمیت منطقه ای در مرزهای آذربایجان حمایت می‌کند. خواستار تمرکززدایی از قدرت برای ترویج نمایندگی عادلانه تر گروه‌های اقلیت و تضمین آزادی‌های فرهنگی و زبانی است.